# Médaille Henry-Draper

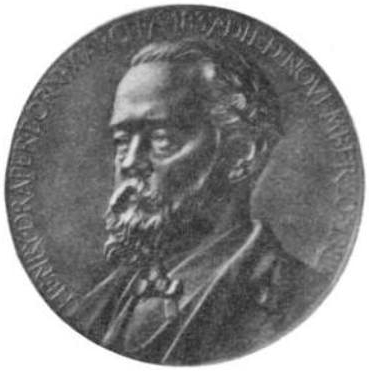
médaille henry-draper.

La médaille Henry-Draper est une distinction créée par la veuve de l'astronome américain Henry Draper et décernée par l'Académie nationale des sciences (académie des sciences des États-Unis d'Amérique). Elle vise à récompenser une ou des personnes pour leurs travaux en astronomie et en astrophysique. La première médaille a été décernée en 1886. Elle est depuis décernée à intervalles irréguliers allant de un à cinq ans.

## Liste des lauréats
- 1886 : Samuel P. Langley

- 1888 : Edward Charles Pickering

- 1890 : Henry Augustus Rowland

- 1893 : Hermann Carl Vogel

- 1899 : James E. Keeler

- 1901 : William Huggins

- 1904 : George Ellery Hale

- 1906 : William Wallace Campbell

- 1910 : Charles Greeley Abbot

- 1913 : Henri Deslandres

- 1915 : Joel Stebbins

- 1916 : Albert Abraham Michelson

- 1918 : Walter Sydney Adams

- 1919 : Charles Fabry

- 1920 : Alfred Fowler

- 1921 : Pieter Zeeman

- 1922 : Henry Norris Russell

- 1924 : Arthur Eddington

- 1926 : Harlow Shapley

- 1928 : William Hammond Wright

- 1931 : Annie Jump Cannon

- 1932 : Vesto M. Slipher

- 1934 : John Stanley Plaskett

- 1936 : Charles E. Mees

- 1940 : Robert William Wood

- 1942 : Ira S. Bowen

- 1945 : Paul W. Merrill

- 1947 : Hans Albrecht Bethe

- 1949 : Otto Struve

- 1951 : Bernard Lyot

- 1955 : Hendrik Christoffel van de Hulst

- 1957 : Horace W. Babcock

- 1960 : Martin Schwarzschild

- 1963 : Richard Tousey

- 1965 : Martin Ryle

- 1968 : Bengt Edlen

- 1971 : Subrahmanyan Chandrasekhar

- 1974 : Lyman Spitzer

- 1977 : Arno Allan Penzias et Robert Woodrow Wilson

- 1980 : William Wilson Morgan

- 1985 : Joseph Hooton Taylor

- 1989 : Riccardo Giovanelli et Martha P. Haynes

- 1993 : Ralph A. Alpher et Robert Herman

- 1997 : Bohdan Paczynski

- 2001 : R. Paul Butler et Geoffrey W. Marcy

- 2005 : Charles L. Bennett

- 2009 : Neil Gehrels

- 2013 : William J. Borucki

- 2017 : Barry C. Barish et Stanley E. Whitcomb (en)
- 2021 : Sheperd Doeleman et Heino Falcke